# Erta Ale
Erta Ale är en aktiv vulkan i Etiopien, med en permanent lavasjö sedan åtminstone 1960-talet.

## Galleri

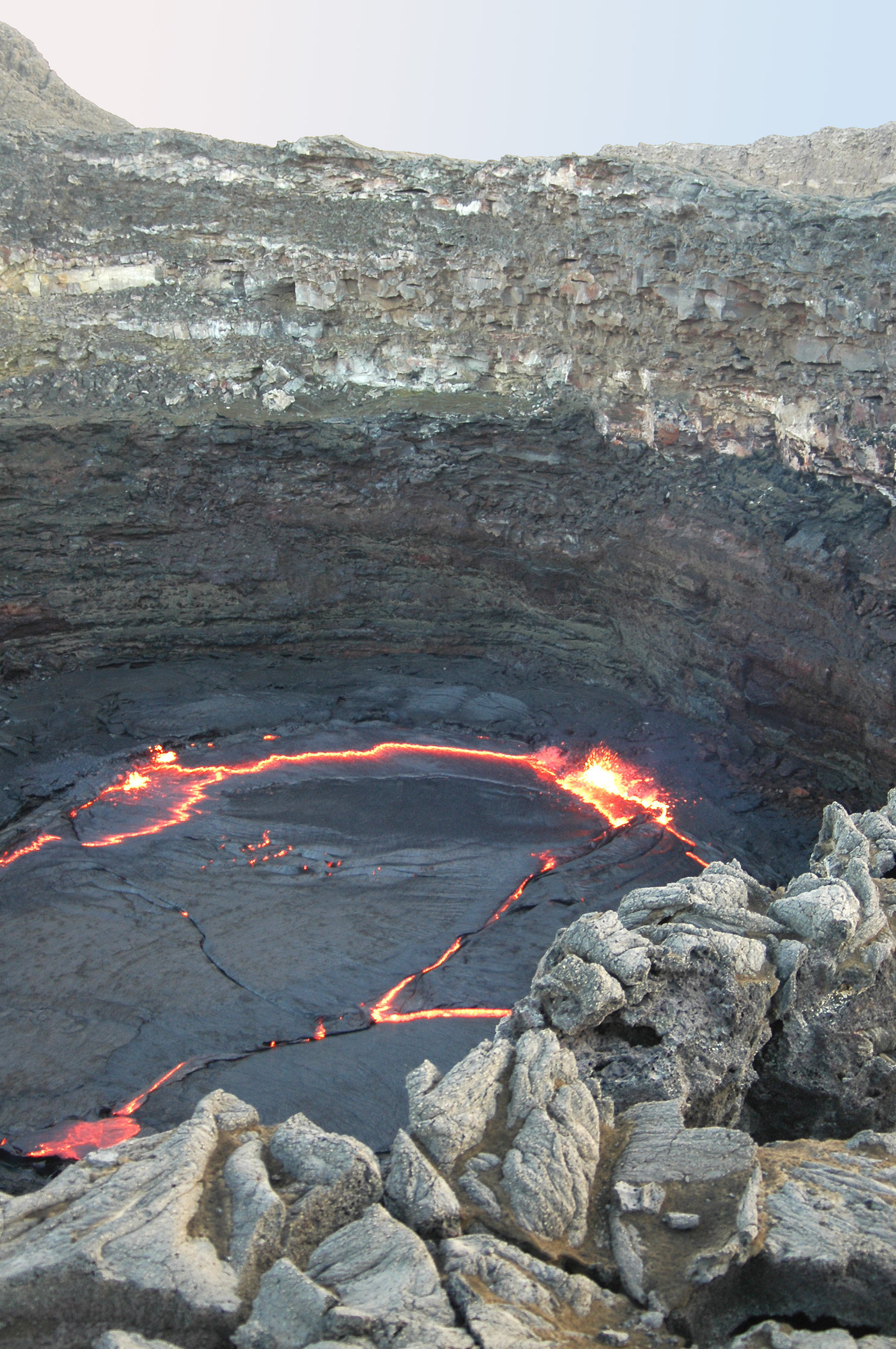
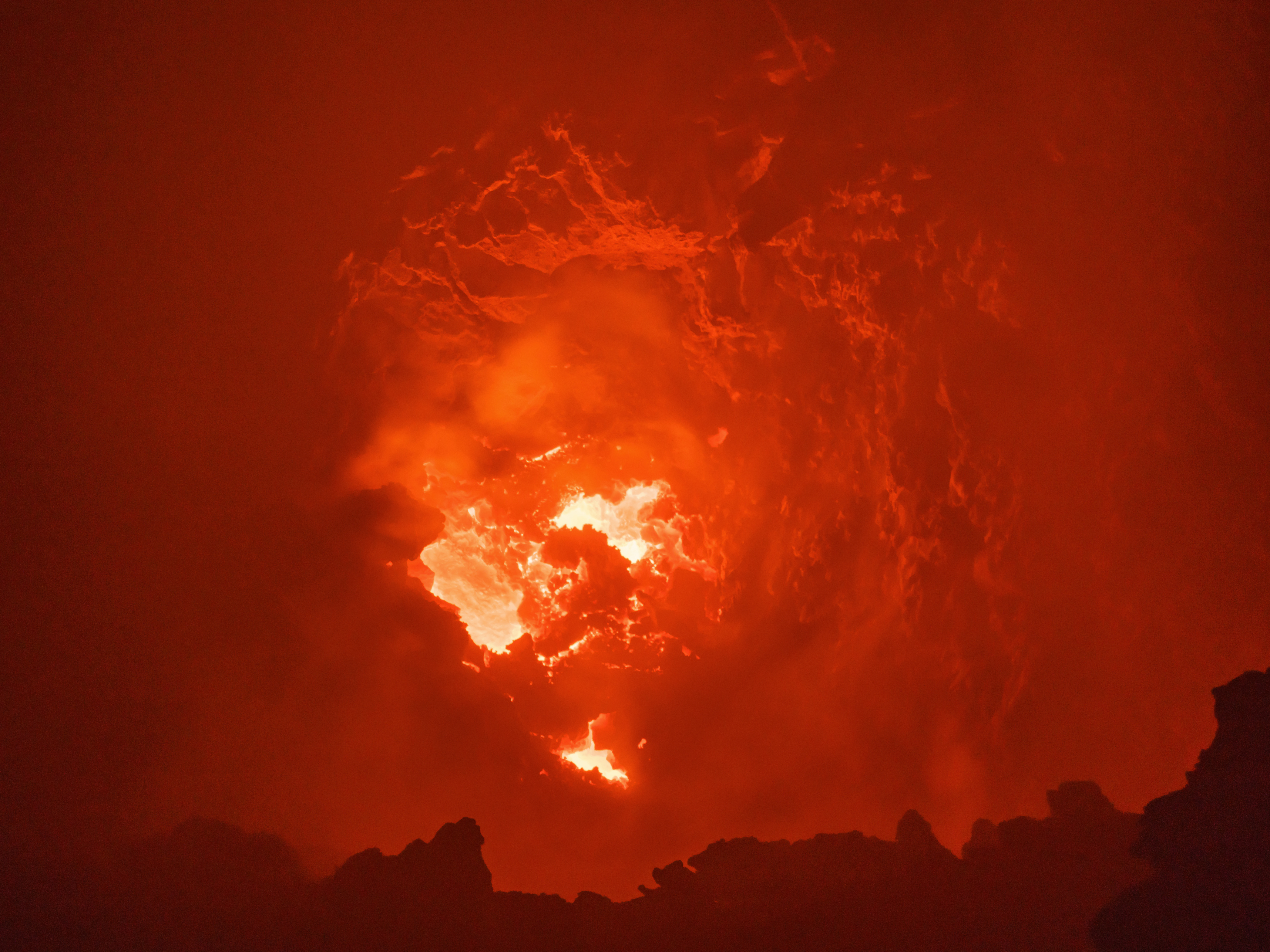
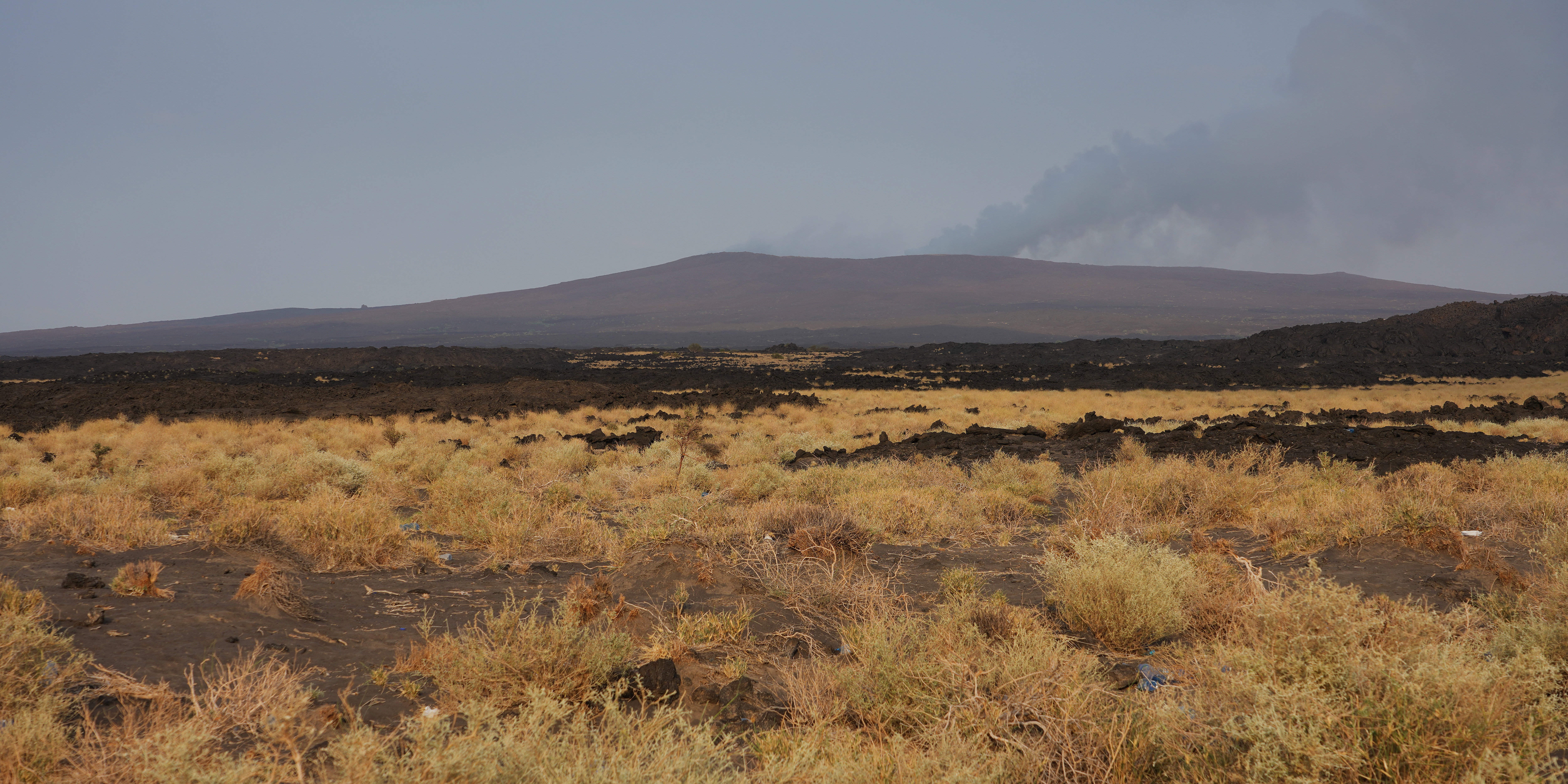
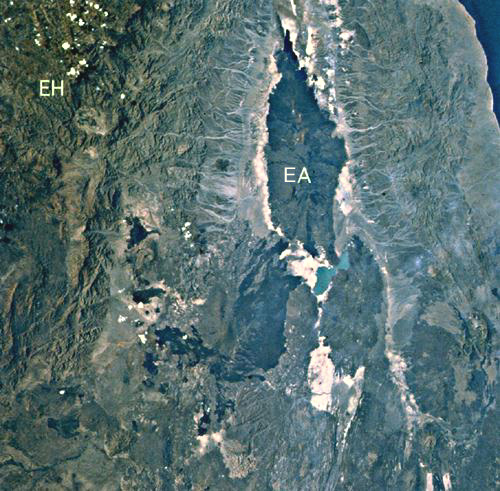